# Дорна (Франция)
Дорна́ (фр. и окс. Dornas) — коммуна во Франции, находится в регионе Рона — Альпы. Департамент коммуны — Ардеш. Входит в состав кантона Ле-Шейлар. Округ коммуны — Турнон-сюр-Рон.
Код INSEE коммуны — 07082.
Коммуна получила своё название от реки Дорн.

## Население
Население коммуны на 2008 год составляло 277 человек.
| 1962 | 1968 | 1975 | 1982 | 1990 | 1999 | 2008 |
| ---- | ---- | ---- | ---- | ---- | ---- | ---- |
| 485  | 379  | 317  | 276  | 269  | 247  | 277  |

## Экономика
В 2007 году среди 168 человек в трудоспособном возрасте (15—64 лет) 121 были экономически активными, 47 — неактивными (показатель активности — 72,0 %, в 1999 году было 66,9 %). Из 121 активных работали 103 человека (59 мужчин и 44 женщины), безработных было 18 (10 мужчин и 8 женщин). Среди 47 неактивных 8 человек были учениками или студентами, 24 — пенсионерами, 15 были неактивными по другим причинам.

## Фотогалерея

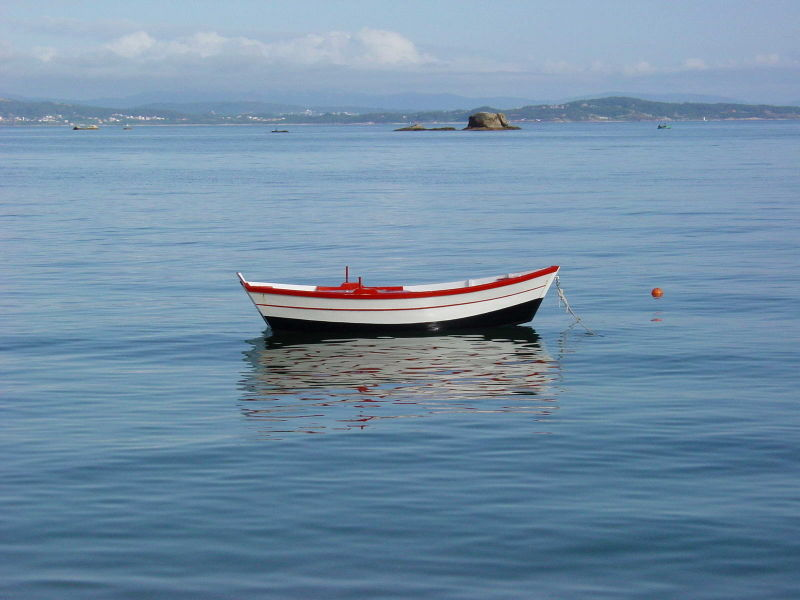
Река Дорн
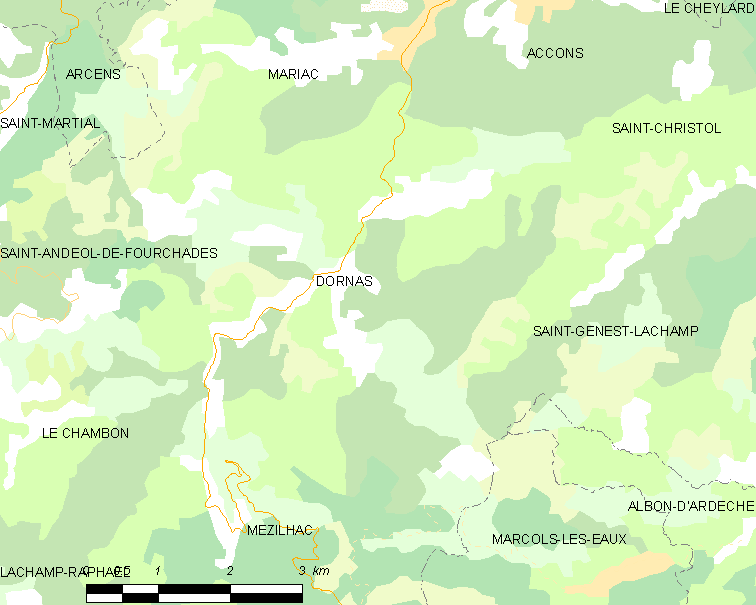
Карта коммуны